# Get Into You
A Get Into You Dannii Minogue ausztrál énekesnő második stúdióalbuma. Az Egyesült Királyságban és más európai országokban 1993. október 4-én jelent meg.

## Számlista

### Standard kiadás
|     | Cím                                  | Szerző(k)                                        | Hossz |
| --- | ------------------------------------ | ------------------------------------------------ | ----- |
| 1.  | This Is It                           | Van McKoy                                        | 3:42  |
| 2.  | Love’s on Every Corner               | Danny Poku, Cathy Dennis                         | 4:16  |
| 3.  | Until We Meet Again                  | Steve Hurley, Chantay Savage                     | 4:25  |
| 4.  | Tonight’s Temptation                 | Alvin Moody, Tom Wilentz, Dannii Minogue         | 5:59  |
| 5.  | Be Careful                           | Davidge, Piken                                   | 5:09  |
| 6.  | I Dream                              | Kenni Hairston, Minogue                          | 4:38  |
| 7.  | Show You the Way to Go               | Kenny Gamble, Leon Huff                          | 4:24  |
| 8.  | Lucky Tonight                        | Carl Bourelly, Minogue, Roz Davis, Derrick Jones | 3:49  |
| 9.  | This Is the Way                      | Ward, Baylis, Kennedy                            | 4:00  |
| 10. | Get Into You                         | Mike Percy, Tim Lever, Tracey Ackerman           | 4:12  |
| 11. | If You Really                        | Steve Hurley, Jamie Principal, Chantay Savage    | 4:03  |
| 12. | Wish You’d Stop Wishing              | Eric Foster White                                | 5:11  |
| 13. | Kiss and Make Up                     | Bourelly, Davis, Minogue                         | 4:17  |
| 14. | Show You the Way to Go (12" version) | Gamble, Huff                                     | 8:02  |

### Bónuszdalok (japán változat)
|     | Cím                           | Hossz |
| --- | ----------------------------- | ----- |
| 15. | This Is the Way (The Cool 7") | 3:48  |
| 16. | This Is the Way (12" version) | 6:54  |

### Deluxe Edition (2009)
| 1.  | This Is It              |                          | 3:42 |
| 2.  | Love’s on Every Corner  |                          | 4:16 |
| 3.  | Until We Meet Again     |                          | 4:25 |
| 4.  | Tonight’s Temptation    |                          | 5:59 |
| 5.  | Be Careful              |                          | 5:09 |
| 6.  | I Dream                 |                          | 4:38 |
| 7.  | Show You the Way to Go  |                          | 4:24 |
| 8.  | Lucky Tonight           |                          | 3:49 |
| 9.  | This Is the Way         |                          | 4:00 |
| 10. | Get Into You            |                          | 4:12 |
| 11. | If You Really           |                          | 4:03 |
| 12. | Wish You'd Stop Wishing |                          | 5:11 |
| 13. | Kiss and Make Up        |                          | 4:17 |
| 14. | Feels So Good           | Jeremiah McAllister      | 3:56 |
| 15. | Hold On                 | Bourelly, Davis, Minogue | 4:36 |
| 16. | If You’re in Love       | Miles, Minogue, Moody    | 5:19 |
| 17. | It’s Time to Move On    | Minogue, Moody           | 4:49 |

| 1.  | Show You the Way to Go (12" version)               | 8:01 |
| 2.  | Love’s on Every Corner (12" Club Mix)              | 8:24 |
| 3.  | This Is It (Alternative 12" Mix)                   | 6:18 |
| 4.  | This Is the Way (12" version)                      | 6:53 |
| 5.  | Get Into You (Hustlers Convention Disco Mix)       | 7:56 |
| 6.  | Be Careful (Eric Kupper 12" Vocal Mix)             | 6:30 |
| 7.  | Show You the Way to Go (Eron Irving Remix)         | 4:43 |
| 8.  | This Is It (Doc & Baron Freestyle Remix)           | 4:10 |
| 9.  | Love’s on Every Corner (12" Bass in Your Face Dub) | 6:16 |
| 10. | Get Into You (Arizona Club Mix)                    | 6:01 |
| 11. | Show You the Way to Go (7" Dub)                    | 3:41 |
| 12. | This Is It (One World Original 7" Mix)             | 3:37 |
| 13. | Be Careful (Eric Kupper Radio Edit)                | 3:45 |

## Albumlistás helyezések
| Albumlista (1993)                    | Legjobb helyezés |
| ------------------------------------ | ---------------- |
| Ausztrália (ARIA Charts)             | 53               |
| Egyesült Királyság (Brit albumlista) | 52               |

## Külső hivatkozások
- Dannii Minogue hivatalos honlapja (angol nyelven)